# Cuchara de postre

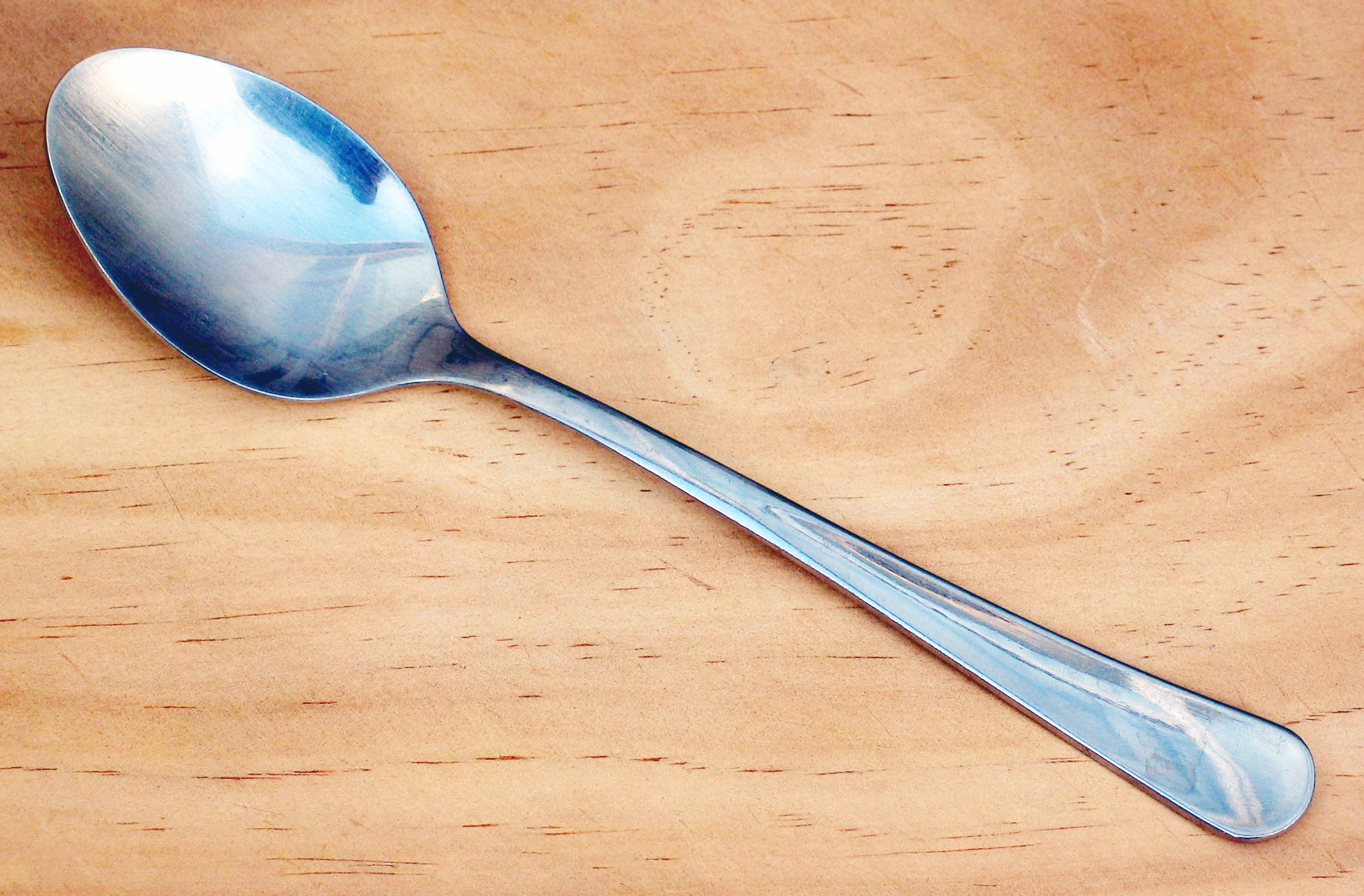
Típica cuchara de postre.

La Cuchara de postre se trata de una cuchara de tamaño similar a la cuchara de sopa pero se distingue de esta última en que su cavidad es más esférica, y algo más pequeña (17,5cm aproximadamente) de forma muy similar a una cuchara del café o del té. Su capacidad es de casi 10 mililitros (2 cucharaditas). En las comidas formales esta cuchara se añade al final justo en el instante de comenzar a servir los postres, en las comidas informales se pone desde el principio en la cubertería de la mesa, generalmente en la parte superior del plato. No hay que confundirla nunca con tamaños inferiores como la de café o moka.

## Empleo
El empleo de esta cuchara se centra generalmente en la última parte de la comida, cuando se sirven los postres, habitualmente se emplea como herramienta de extracción de pedazos de tarta, operaciones con frutas, etc. Es muy empleada en ciertos tipos de postres como son: flanes, natillas, tartas, pudding, etc.